# Léon Escalaïs
Léon Escalaïs, né le 8 août 1859 à Cuxac-d'Aude, où il est mort le 25 août 1940, est un ténor français, associé en particulier avec les rôles héroïques en français et en italien. Sa voix précise, agile et puissante a été remarquée pour la facilité et l'éclat de son registre supérieur.

## Biographie
Léonce-Antoine Escalaïs commence ses études vocales tout jeune au conservatoire de Musique de Toulouse, où il obtient un premier prix de chant et d'opéra. Il poursuit ses études au conservatoire de Paris avec deux des enseignants renommés, Eugène Crosti (1833-1908) et Louis-Henri Obin (1820–1895), avant de faire ses débuts professionnels au théâtre du Château-d'Eau en 1882, dans Sardanapale de Jean-Baptiste Duvernoy.
L'Opéra de Paris lui propose un contrat. Sa première apparition au Palais Garnier a lieu en 1883, dans le rôle d'Arnold dans Guillaume Tell. Arnold devient un de ses rôles phares.
Le 14 février 1884, il se marie avec Maria Lureau, á l’Eglise Notre Dame de Lorette. De cette union naîtra Robert Escalaïs, parfumeur.
En 1885, il chante pour la première fois au Théâtre de la Monnaie à Bruxelles, et fait ses débuts à La Scala, à Milan, en 1888. Il quitte l'Opéra de Paris en 1892, après un conflit avec la direction et accepte des engagements à Dijon, Lyon, Marseille et en Italie. Parmi les rôles qu'il a tenus, on note Eléazar dans La Juive, Robert dans Robert le diable, Raoul dans Les Huguenots, Vasco dans L'Africaine et les rôles éponymes de Le Cid et Sigurd.
Entre 1892 et 1908, Escalaïs chante une fois à Milan dans La juive, c'est un fiasco. Il ajoute à son répertoire Verdi avec des rôles comme Manrico dans Il trovatore, Radamès dans Aida et le rôle-titre d''Otello. Il a parfois été décrit comme le Francesco Tamagno (ténor héroïque italien) français.
Escalaïs rejoint l'Opéra de Paris en 1908. L'année suivante, il chante comme invité à l'opéra de la Nouvelle-Orléans. Ce sont ses seules représentions aux États-unis. Il prend sa retraite de la scène en 1912, alors qu'il a toujours une bonne voix, et est promu à la Légion d'honneur en 1927. À sa retraite, il donne des cours de chant privés. Un de ses élèves fut José Luccioni, ténor dramatique des années 1930 et 1940. Escalaïs décède à Cuxac-d'Aude au cours de la Seconde Guerre mondiale, à l'âge de 82 ans.

## Caractéristiques vocales et enregistrements
Escalais eut de nombreux succès malgré un physique court, tout petit homme joufflu et à jambes courtes, doué d’une voix de ténor aiguë, qui était souvent en désaccord avec la stature héroïque des personnages qu'il incarnait sur scène. La qualité impressionnante de sa voix a toutefois compensé les inconvénients physiques. C'était une voix forte, de tonalité lumineuse, avec des notes supérieures sans effort (y compris un puissant contre-ré) et une flexibilité remarquable. Il maîtrisait couramment les ornements traditionnels du bel canto tels que les trilles et les vocalises. Ce type de voix de ténor dramatique agile mais robuste est maintenant rare, ce qui fait que les disques gramophone qu'il a enregistrés à Milan en 1905-06 pour Fonotipia Records (en) présentent un intérêt considérable pour les musicologues et les apprentis chanteurs. Les sociétés Preiser et Symposium ont publié des CD d'anthologie consacrées à Escalaïs.

## Décorations françaises
- Officier de la Légion d'honneur[2]